# Ingwäonen
Als Ingwäonen (andere Schreibweisen: Ingaevonen, Ingvaeonen, Ingväonen, lateinisch: Ingvaeones laut Plinius dem Älteren, vermutlich 77 n. Chr., und Ingaevones etwas später, vermutlich 98 n. Chr., laut Tacitus) wird nach den römischen Schriftstellern Plinius und Tacitus eine Gruppe germanischer Stämme bezeichnet, die mittelbar an der Nordsee (proximi oceano) siedelten. Vielfach werden damit die Angeln, Chauken, Friesen, Sachsen, Warnen, Jüten, Kimbern und Teutonen identifiziert.

## Antike Quellen
Die Ingaevones/Ingvaenoes bei Plinius
Plinius berichtet im vierten Buch seiner Naturgeschichte über die Ingaevonen, bei ihm heißen sie Ingvaeonen (4, 27):

„Incipit deinde clarior aperiri fama ab gente Ingvaeonum, quae est prima in Germania. Mons Saevo ibi, inmensus nec Ripaeis iugis minor, inmanem ad Cimbrorum usque promunturium efficit sinum, qui Codanus vocatur, refertus insulis, quarum clarissima est Scatinavia, inconpertae magnitudinis, portionem tantum eius, quod notum sit, Hillevionum gente quingentis incolente pagis: quare alterum orbem terrarum eam appellant. nec minor est opinione Aeningia.“

„Beginnen wir nun mit der besser bekannten Kunde vom Stamm der Ingvaeonen, der der erste (bedeutendste) in Germanien ist. Dort ist der Berg Saevo, unermesslich und nicht kleiner als die Ripäische Bergkette. Er formt eine gewaltige Bucht bis zur Halbinsel der Kimbern; die Bucht wird Codanus genannt und ist voll mit Inseln, deren berühmteste Scatinavia ist, ungemessener Größe …“

In Buch 4, 28 schreibt er:

„Germanorum genera quinque: Vandili, quorum pars Burgodiones, Varinnae, Charini, Gutones. Alterum genus Inguaeones, quorum pars Cimbri, Teutoni ac Chaucorum gentes“

„Der Germanen Stämme sind fünf: die Vandiler, zu denen Burgodionen, Varinner, Chariner und Gutonen gehören. Anderer Art sind die Ingvaeonen, zu denen die Stämme der Kimbern, Teutonen und Chauken gehören.“

Die Ingaevones bei Tacitus
Die Namensform Ingaevonen geht zurück auf Tacitus. Dieser hatte in seiner ethnographischen Schrift Germania von drei Kultgruppen der Germanen berichtet, von denen die Ingaevonen am nächsten dem Ozean wohnten:

„Celebrant carminibus antiquis, quod unum apud illos memoriae et annalium genus est, Tuistonem deum terra editum. Ei filium Mannum, originem gentis conditoremque, Manno tris filios adsignant, e quorum nominibus proximi Oceano Ingaevones, medii Herminones, ceteri Istaevones vocentur.“

„Sie preisen mit alten Gesängen, was bei ihnen die einzige Form der Erinnerung und Überlieferung ist, den erdgeborenen Gott Tuisto. Ihm weisen sie den Sohn Mannus, Ursprung und Gründer des Geschlechts (der Germanen), dem Mannus (wiederum) drei Söhne zu, nach deren Namen die dem Ozean am nächsten gelegenen Ingaevonen, die mittleren Hermionen und die übrigen Istaevonen genannt wurden.“

## Ingwäonische Sprachen
In Anlehnung an die bei Tacitus und Plinius genannte Stammesgruppe hat sich im 20. Jahrhundert in der germanischen Sprachwissenschaft der Terminus Ingwäonisch für eine Gruppe von an der Nordsee verbreiteten Sprachen etabliert. In der Regel werden damit frühe Sprachstufen der Englischen, Niederdeutschen und Friesischen Sprache bezeichnet. Der Begriff steht allerdings in der Kritik, da er den Eindruck erwecken kann, dass er sich direkt auf die Sprachen der bei Tacitus und Plinius genannten Stämme bezieht. Alternativ wird daher häufig der Begriff Nordseegermanisch verwendet.